# David Allen (Spezialeffektkünstler, I)
David Allen war ein US-amerikanischer Fotograf und Filmtechniker, der ein Mal für den Oscar für die besten Spezialeffekte nominiert war.

## Leben
Allen wirkte 1943 als Miniaturhersteller und Prozessfotograf an dem unter der Regie von William A. Seiter mit Edward G. Robinson, Glenn Ford und Marguerite Chapman entstandenen Kriegsfilm Destroyer mit.
Er arbeitete 1944 als Filmtechniker sowie Fotograf für Spezialeffekte an der Herstellung des von A. Edward Sutherland inszenierten Kriegsfilms Secret Command mit Pat O’Brien, Carole Landis und Chester Morris in den Hauptrollen mit und wurde für diesen Film zusammen mit Robert Wright, Ray Cory, Harry Kusnick sowie Russell Malmgren für den Oscar für die besten Spezialeffekte nominiert. Secret Command war die zweite und zugleich letzte Filmproduktion, an der Allen mitarbeitete.